# Émile Bin

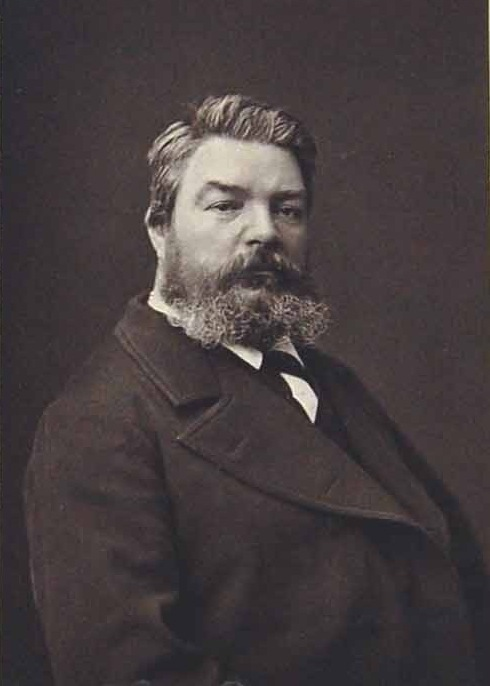
Émile Bin

Émile Bin, vollständiger Name Jean Baptiste Émile Philippe Bin (* 10. Februar 1825 in Paris; † 4. September 1897 in Marly-la-Ville), war ein französischer Maler und Lokalpolitiker.

## Biographie
Auf Wunsch seiner Eltern, er solle Dekorationsmaler werden, wurde er Schüler seines Onkels Nicolas Gosse, in dessen Atelier er mit 13 Jahren eintrat. 1840 begann er sein Studium an der École des Beaux-Arts bei Léon Cogniet, das er mit dem zweiten Platz des Prix de Rome abschloss.
Als klassischer Porträtmaler und Historienmaler eröffnete Bin auf dem Montmartre ein Atelier, in dem er auch Kurse gab. Künstler wie Charles Léandre oder Henri Rivière wurden hier ausgebildet. Auch Paul Signac arbeitete im Jahr 1883 für kurze Zeit in Bins Atelier. 
Während der Belagerung von Paris in den Jahren 1870 bis 1871 gehörte Bin dem Komitee für Bewaffnung an.

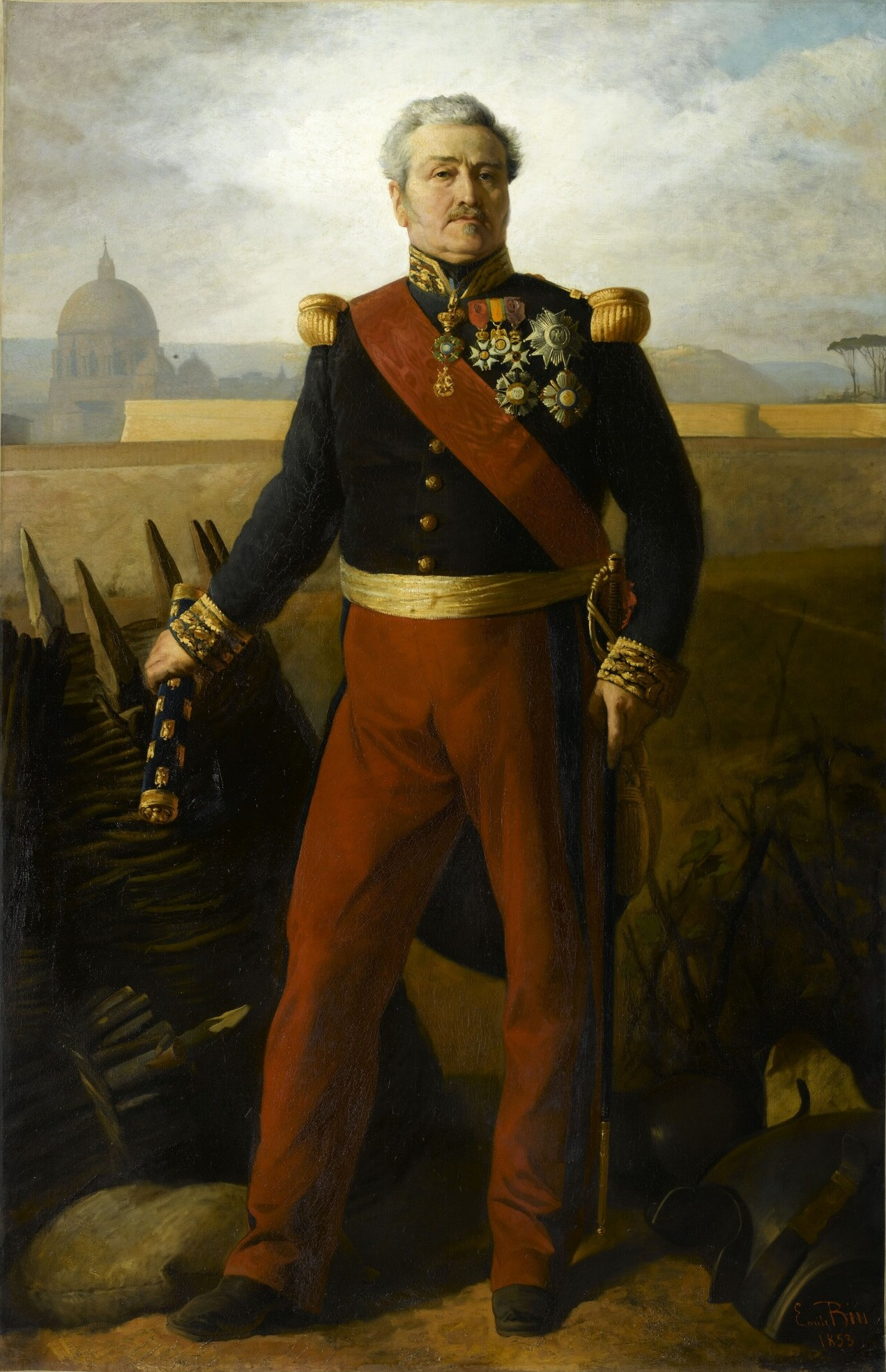
Jean-Baptiste Philibert Vaillant, gemalt von Bin

Bin gehörte ferner zu den Gründungsmitgliedern der Société des Éclectiques, die 1872 von Paul Gachet initiiert worden war. 1878 wurde Bin zum Ritter der Ehrenlegion ernannt. Von 1878 bis 1882 war er Bürgermeister des 18. Arrondissements von Paris. Außerdem war er Gründungsmitglied der 1881 gegründeten Société des Artistes Français.
In der Zeit, als er Bürgermeister war, malte er unter anderem seinen Freund Georges Clemenceau. Bin verlor den Bürgermeister-Posten 1889 aufgrund eines Eklats, der ausbrach, weil er auch ein Porträt von General Boulanger gemalt hatte. Bin war als Anhänger des radikalen Revisionismus bekannt, was seiner Einstellung zum Boulangismus nicht zuwiderlief. Bin hatte sich aber als Bürgermeister sehr für die sozialen Belange seines Arrondissements eingesetzt. So machte er einen Empfang einer Abordnung der städtischen Lumpensammler beim Präfekten möglich. In einem offenen Brief beklagte er sich über die schlechten Bedingungen der Arbeiterschaft in seinem Arrondissement.

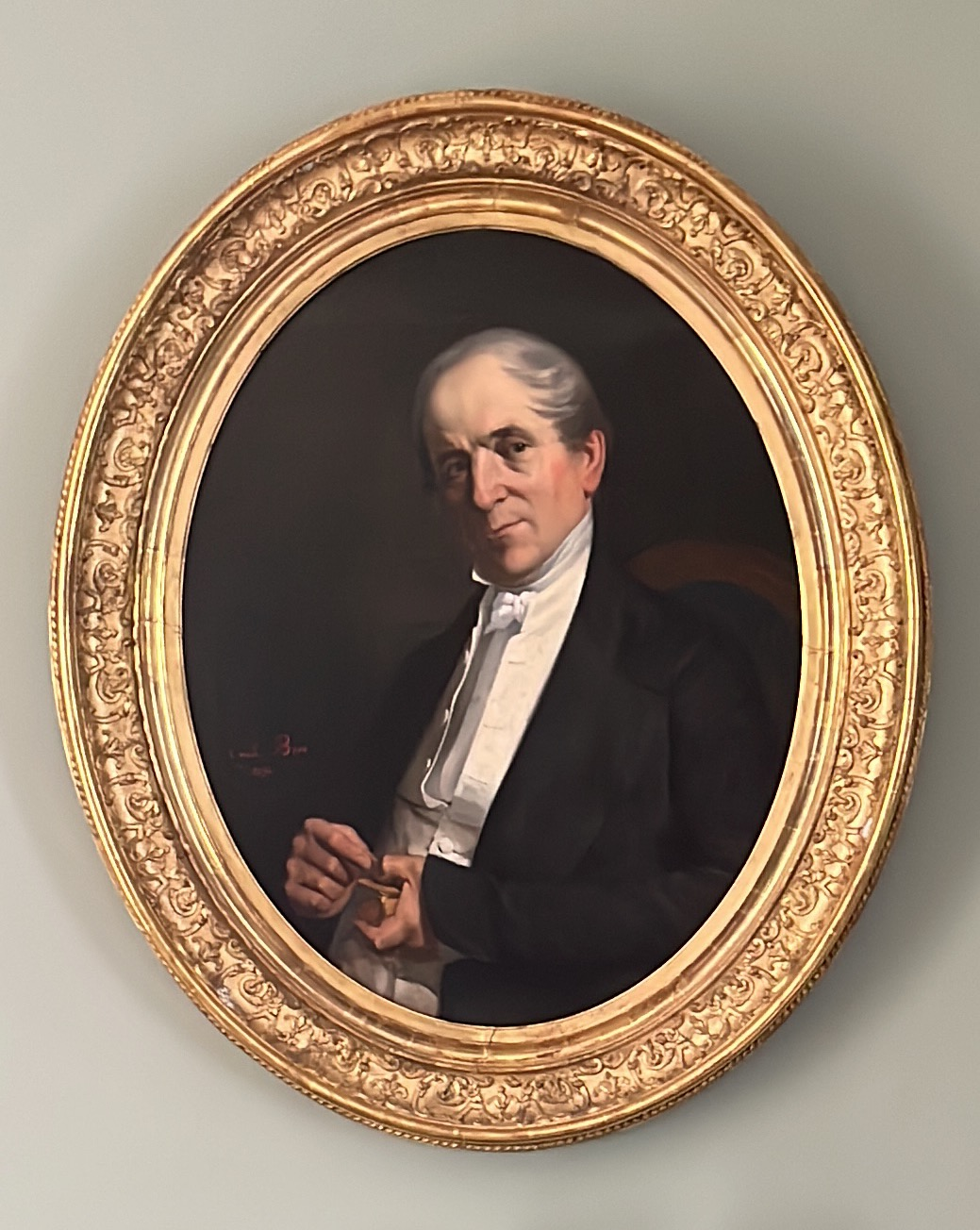
Émile Bin, Porträt des Konsuls Fourcade. 1852

Im Jahr 1886 gründete Bin am Montmartre mit einigen Freunden eine Gesellschaft, die den Zweck der Erhaltung alter Monumente und historischer Einrichtungen am Montmartre, im Quartier de Clignancourt und Quartier de la Chapelle hatte. Dieser Gesellschaft war die Rettung der Kirche St-Pierre de Montmartre vor dem Bau des Sacré-Cœur zu verdanken. Weiterhin wurde eine einzigartige Sammlung von Fotografien des gesamten historischen Montmartres angefertigt.

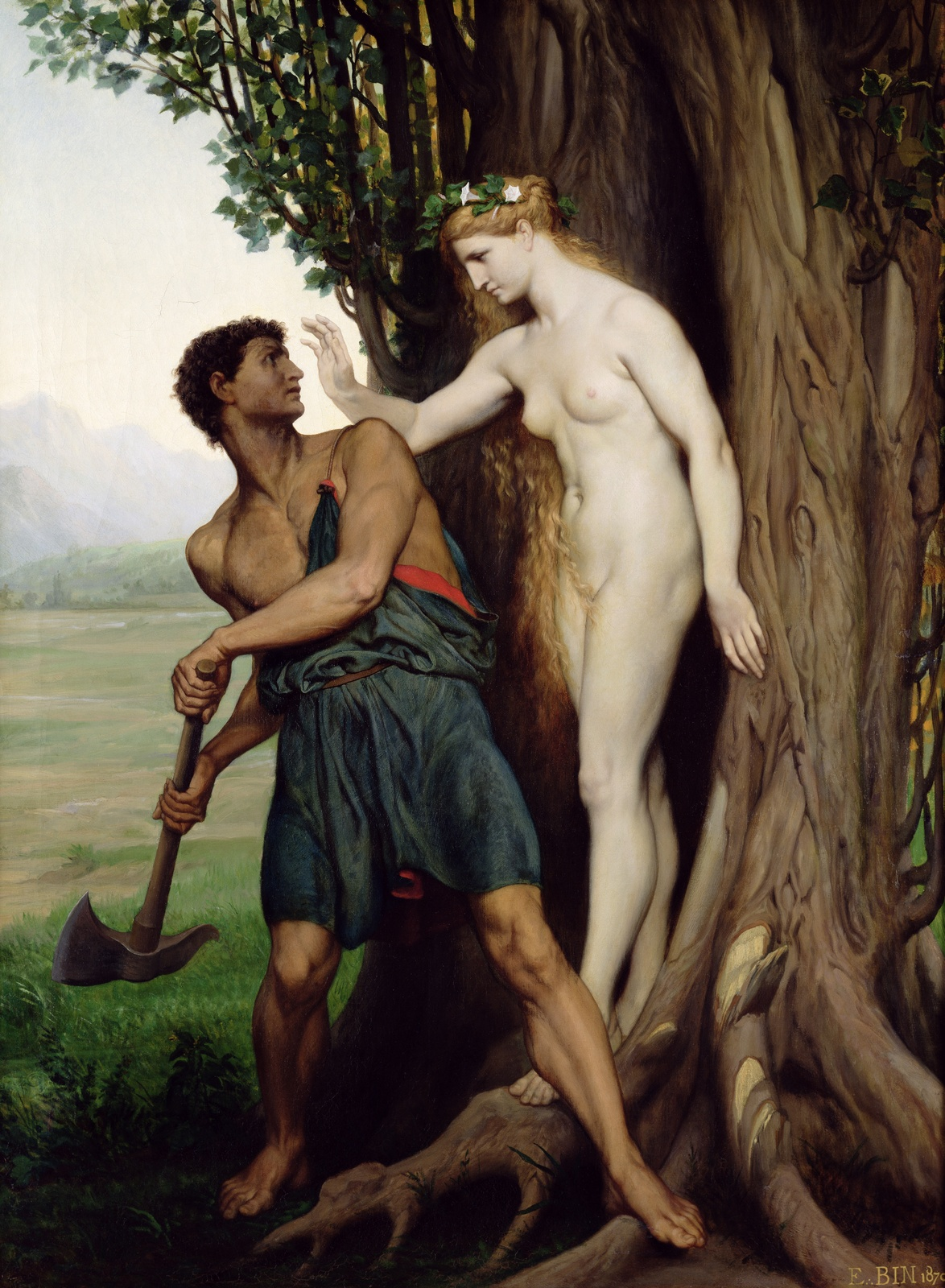
Die Baumnymphe
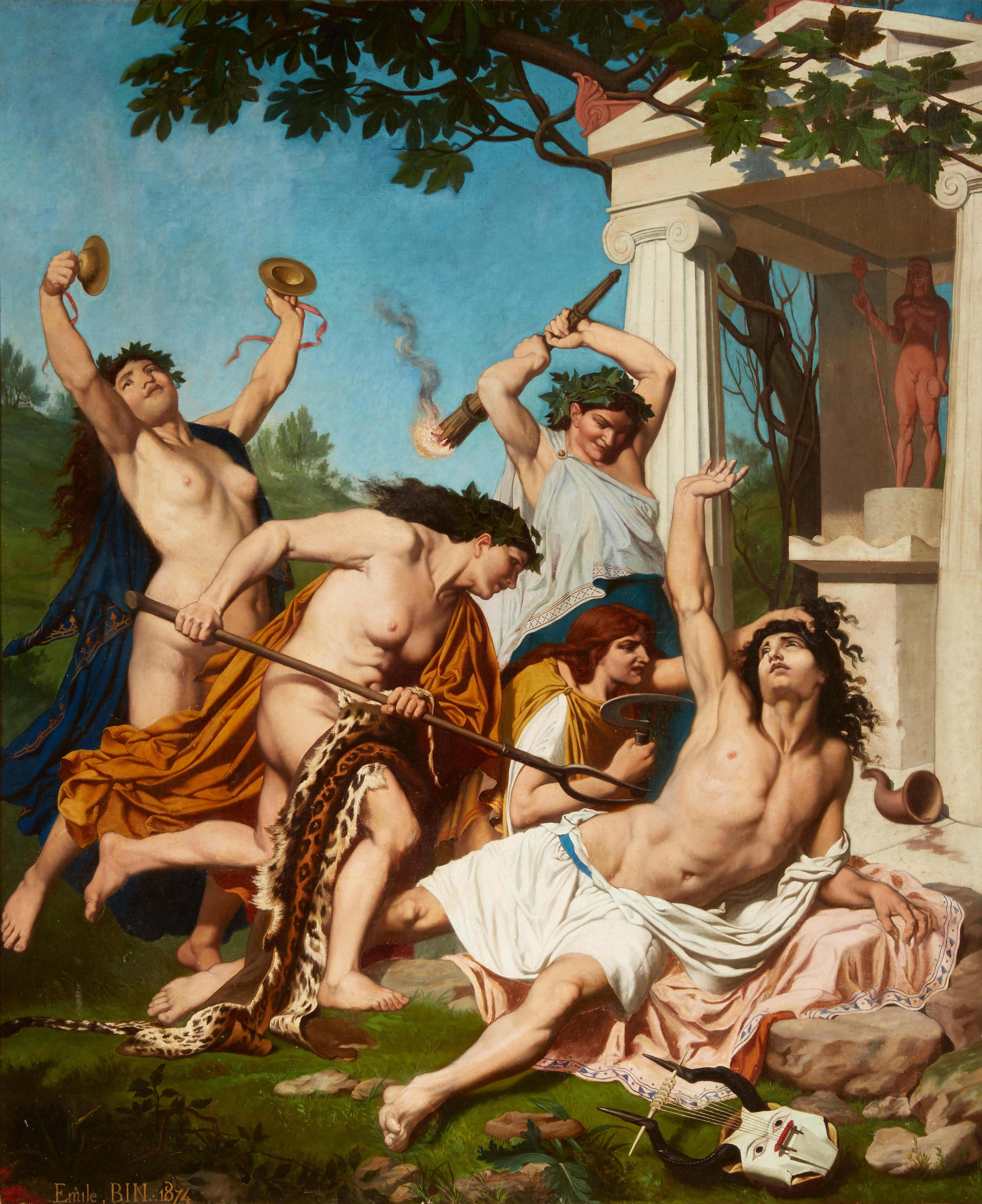
Der Tod Orpheus’
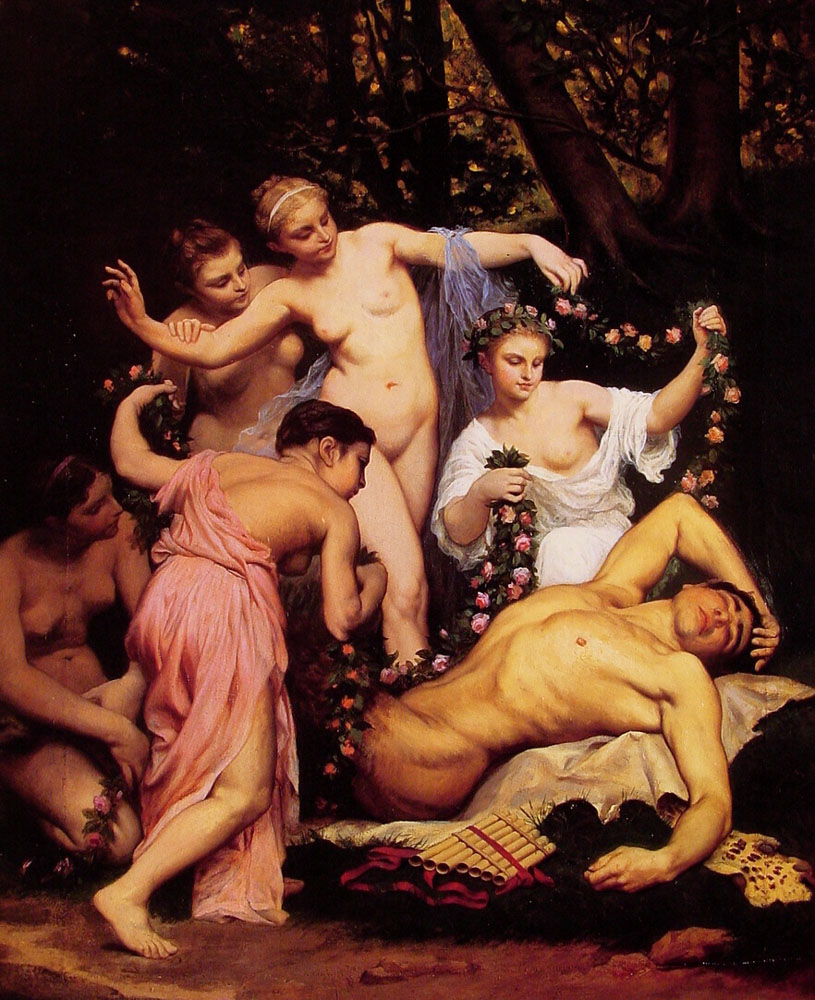
Schlafender Pan
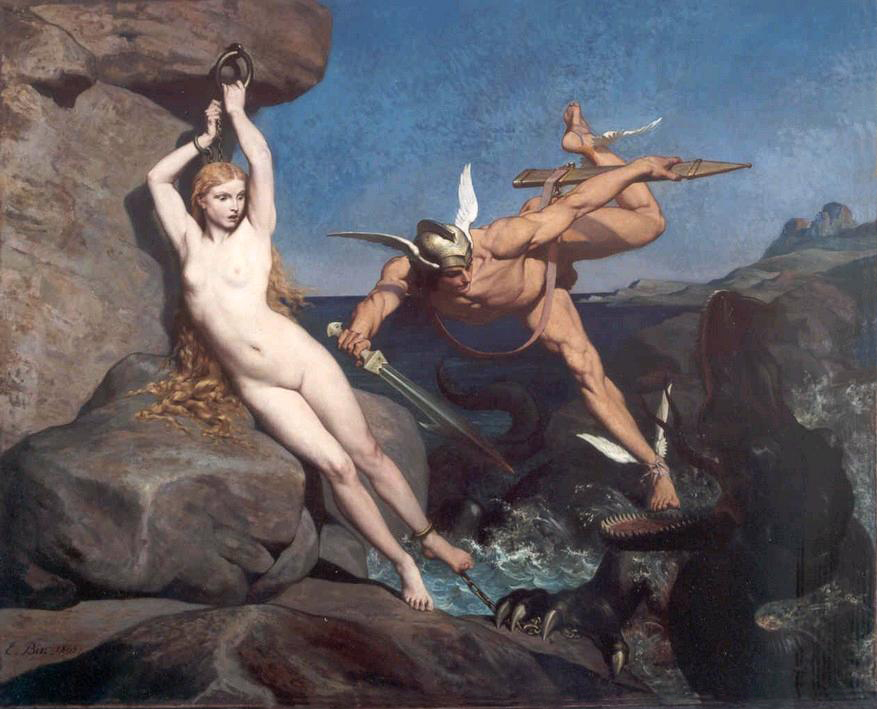
Perseus befreit Andromeda